# Дібрівка (Тетіївська міська громада)
Ді́брівка — село в Україні, у Тетіївській міській громаді Білоцерківського району Київської області. Розташоване на обох берегах річки Дубравка (притока Роськи) за 9 км на південний схід від міста Тетіїв та за 4 км від станції Денгофівка. Населення становить 1116 осіб (станом на 1 січня 2023 року).

## Історія
Датою виникнення Дібрівки називають 1054 рік. З документів відомо, що власником Тетієва і довколишніх земель був у 18 столітті Януш Санушко, який отримав ці землі у спадок від матері з родини князів Заславських. Після його смерті 1778 році Тетіївщина переходить у власність родин Денгоффів та Ледуховських. Ледуховські мали дочку Аполію, з котрою одружився Томаш Адам Островський і за нею взяв маєтності тетіївські. У склад маєтностей входили м. Тетіїв і передмістя: Якимівка, Кошів, Кашперівка, Погреби, Бурківці, Бугаївка, Росішки, Високе, Стадниця, Жашків, Олександрівка, Пугачівка, Шуляки, Дзвиняче (західна частина села), Михайлівка, Бузівка, Ольшанка, Житники, Скибинці, Ненадиха, Галайки, Черепин, Черепинка, м. П'ятигори, Стрижавка, Зрайки, Жидівчик, входила до цих маєтностей і Дібрівка. Томаш дбав про господарство, і воно стало взірцевим. Дбав і про добробут жителів: селяни заможнішали. Помер Островський у 1817 році у Варшаві. Мав 5 синів, з них Томаш, Владислав, Франтішек отримали у спадок після батька Тетіївщину. Перший з них продав села, що йому дісталися, другий залишився у Тетієві. У 1832 році власниками Тетієва були брати Александр та Ян Даровські, сини Кароля Даровського. 1914 року землями Тетіївщини володіли поміщиця М. І. Морочинська і капіталіст М. Я. Бернер, яким належали 4676 десятин землі.
До революції 1917 року в селі були дві «цегельні», де розміщуються печі, у яких випалювали цеглу. Одна з них містилася на початку села (як їхати з с. Денихівка), а друга на розі вулиці Польової, були винокурна і пивоварня, будинок панського лісника, будинок священика, три млини, кілька кузень. На тому місці, де на даний час пролягають вулиці Вишнева (колишня "Кірова") і Скарбова (колишня "Карла Маркса"), розміщувалися господарські будівлі, що належали панові.
Дібрівка отримала назву від знищеного дубового лісу (діброви), що знаходився тут до поселення людей.
Діє будинок культури, неповна середня школа, фельдшерський пункт, дитячий садок, відділення зв'язку. Дороги села асфальтовані.

## Галерея

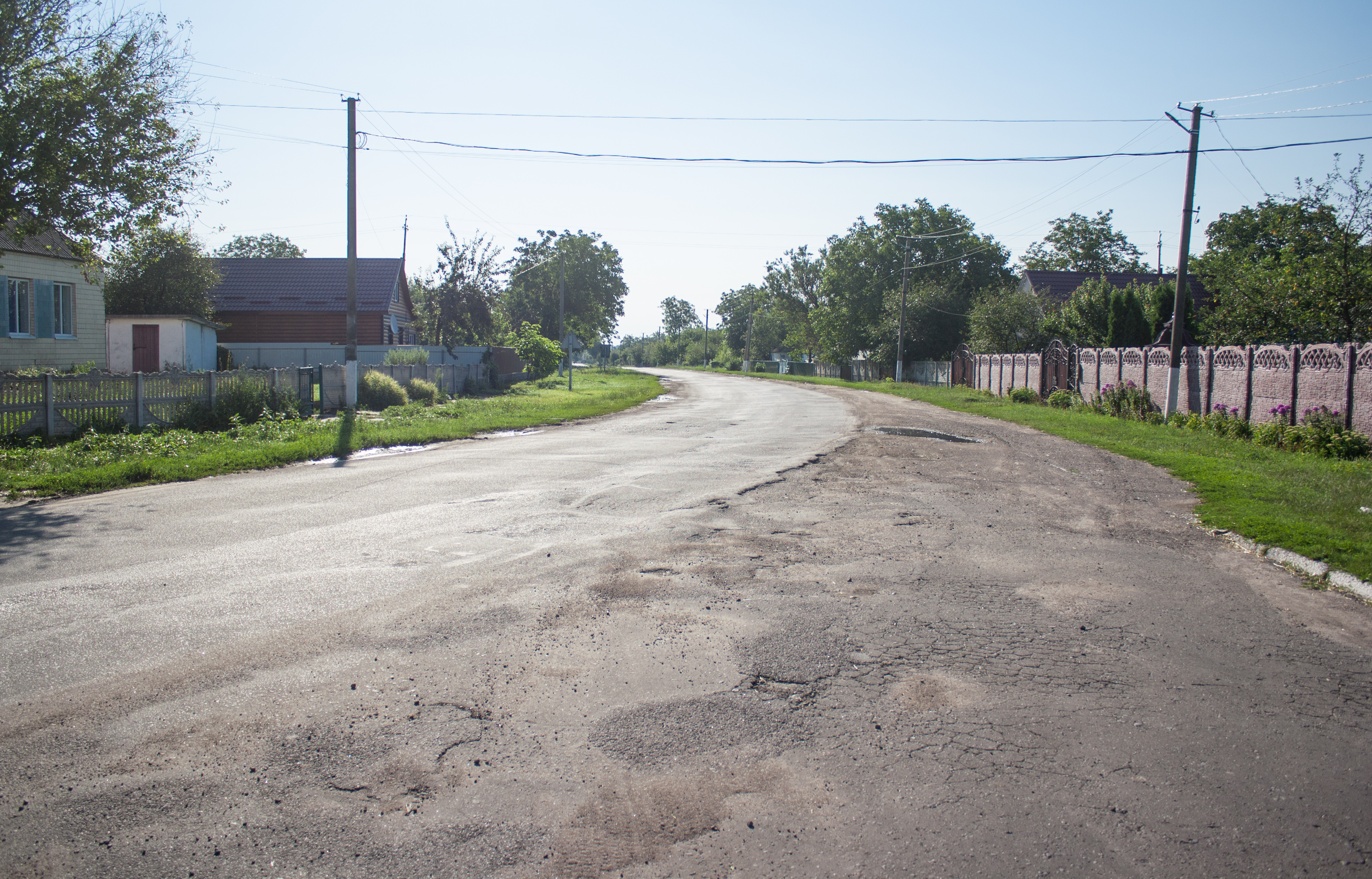
Вулиця Центральна
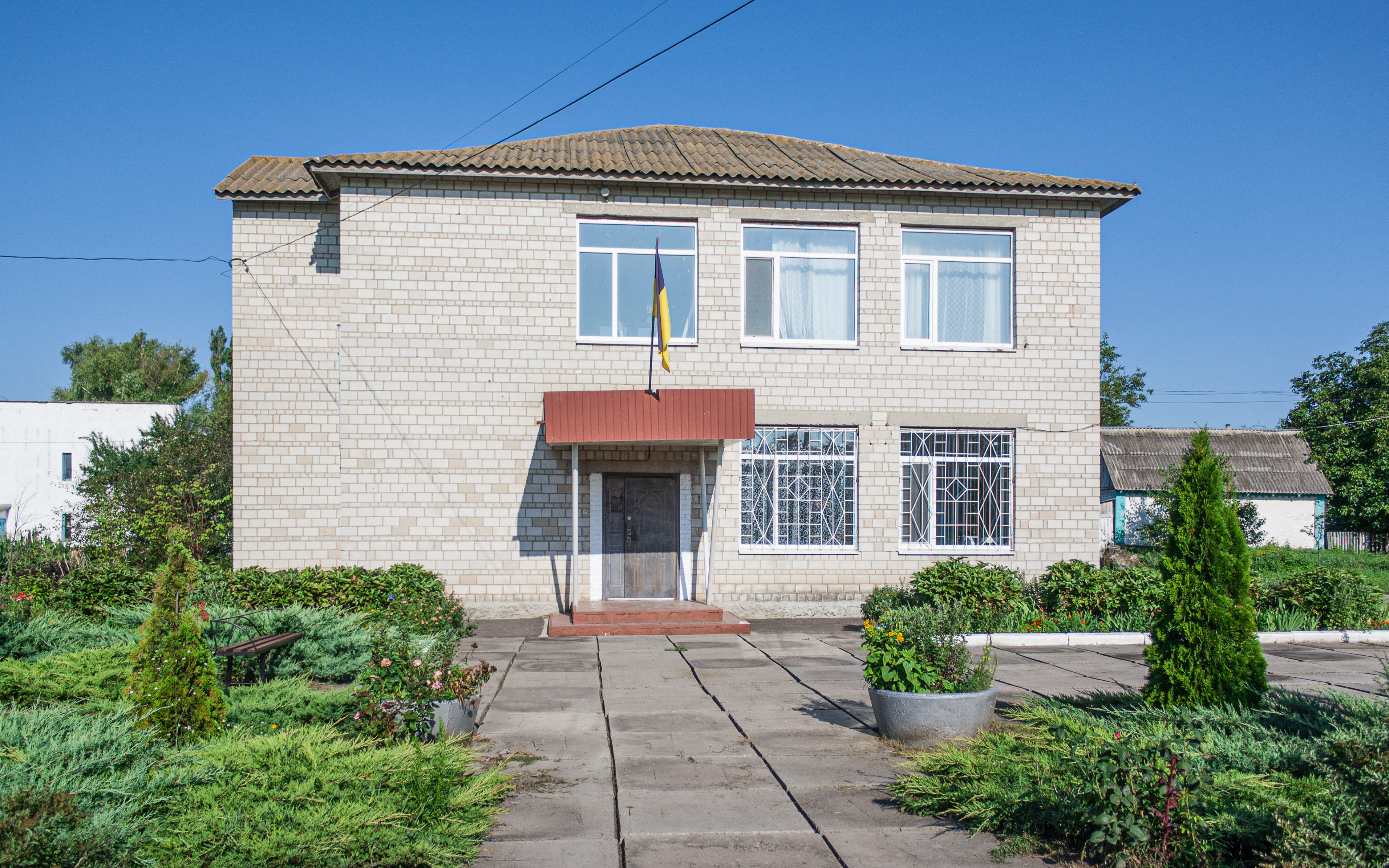
Сільська рада
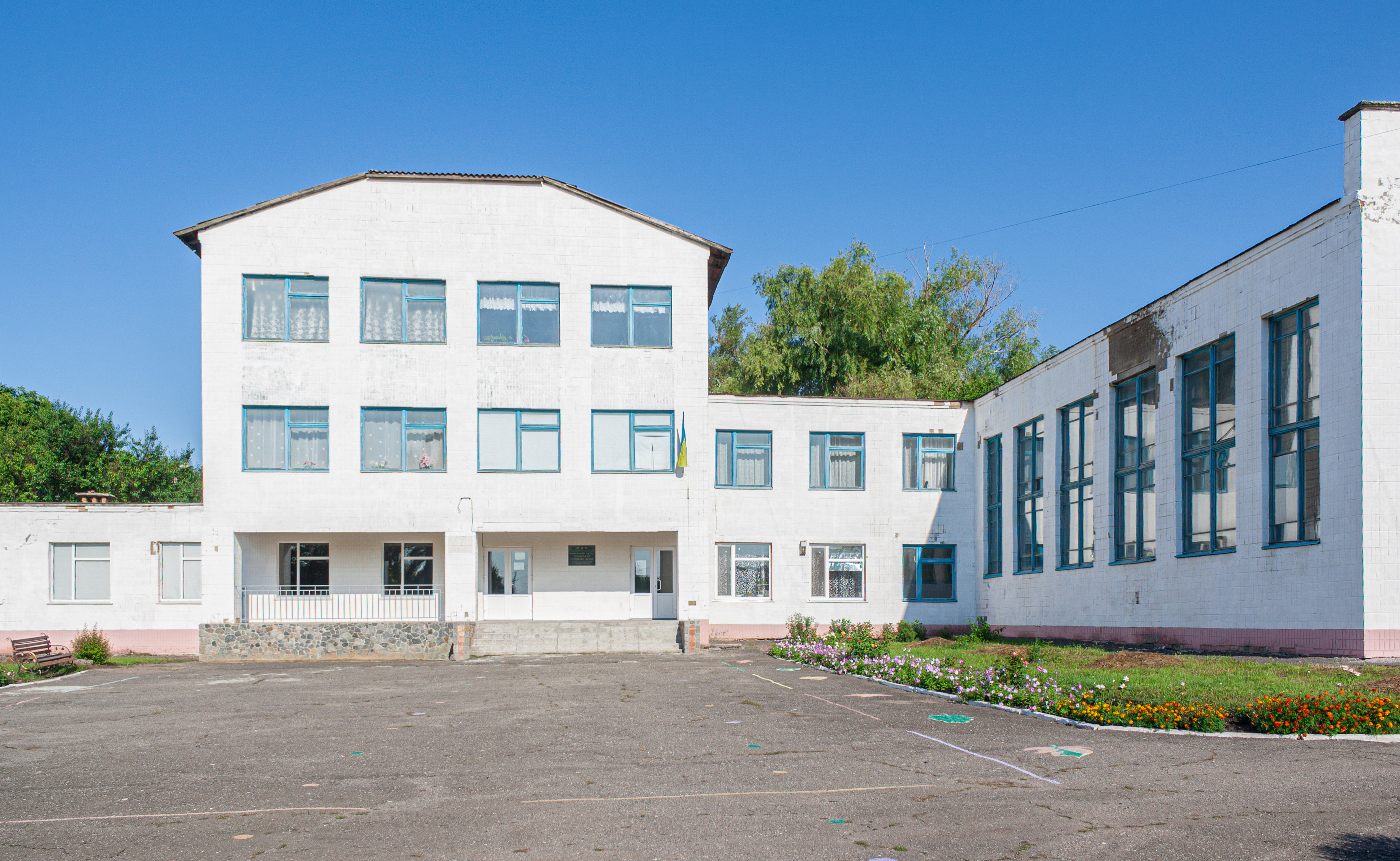
Аграрний ліцей
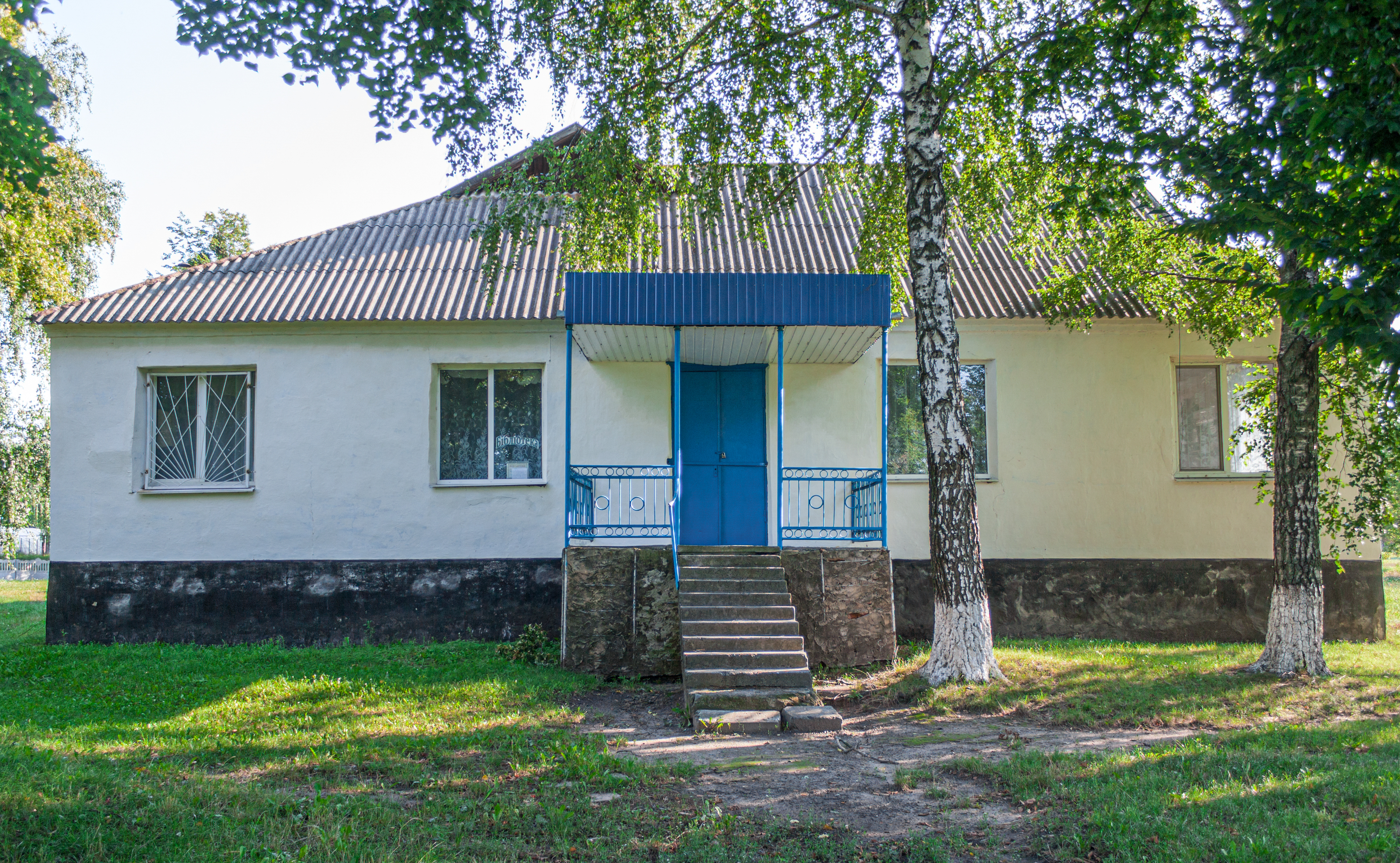
Клуб
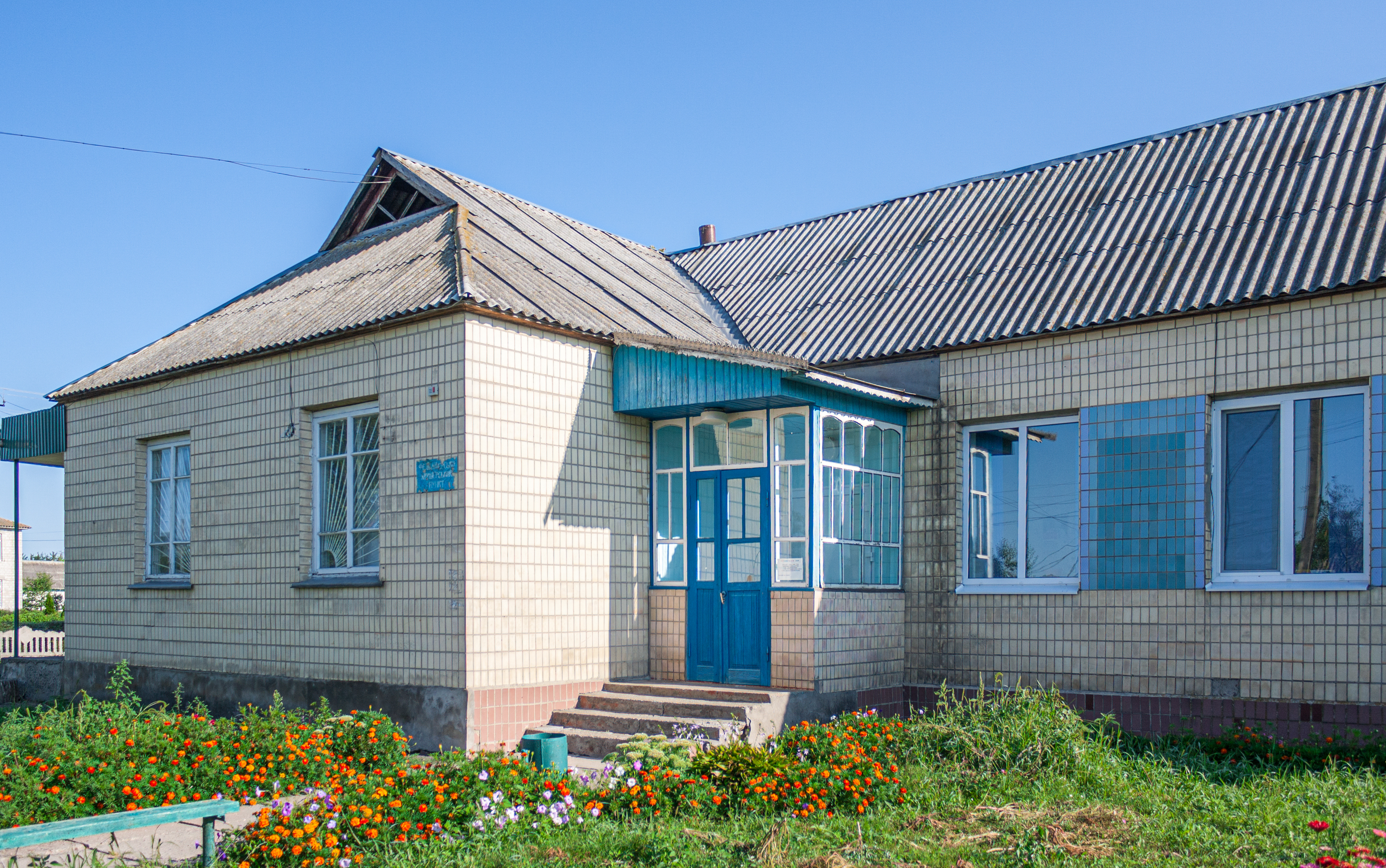
ФАП
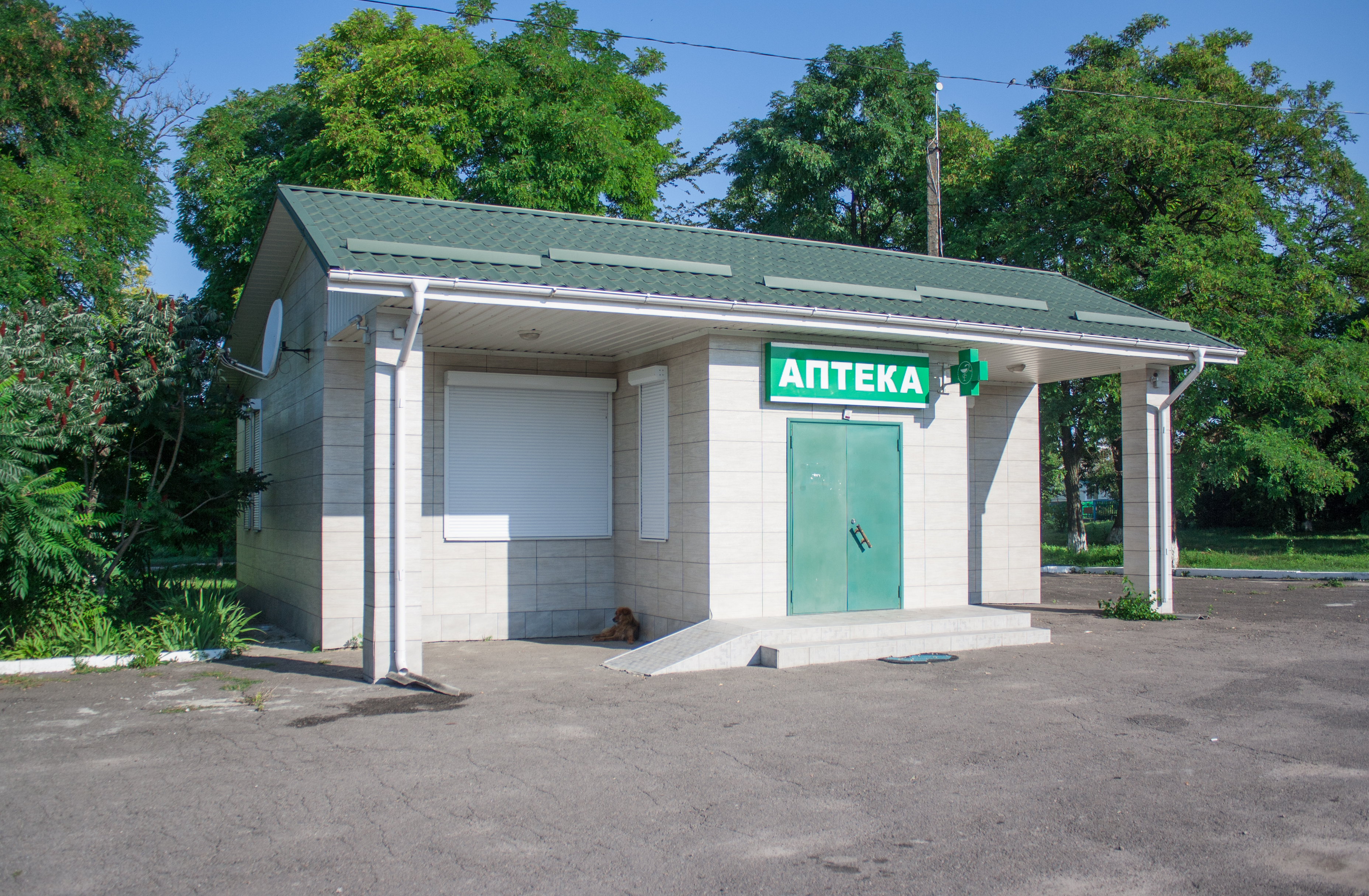
Аптека
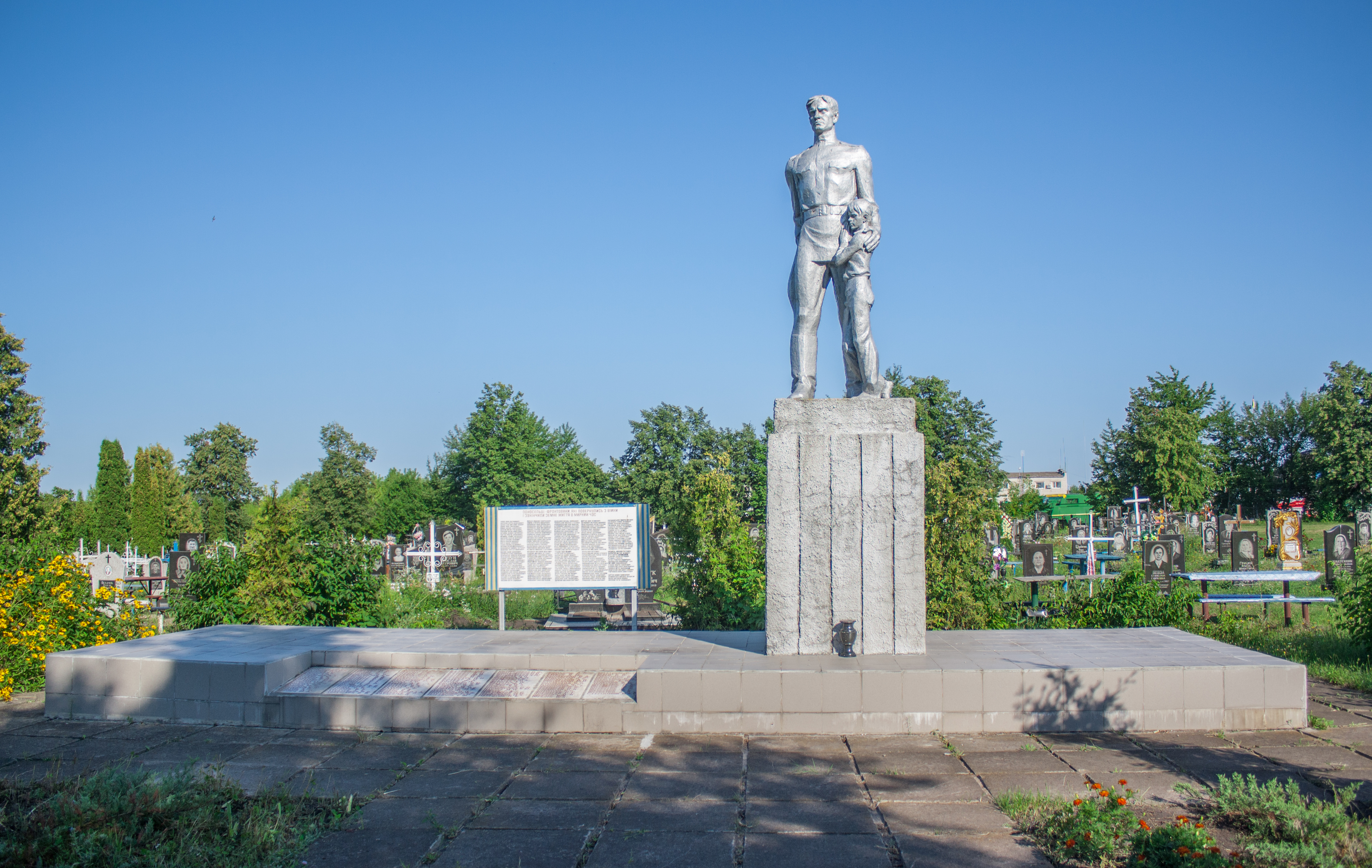
Пам'ятник воїнам-односельцям